# Перівеїл (станція метро)
51°32′11″ пн. ш. 0°19′25″ зх. д. / 51.536389° пн. ш. 0.323611° зх. д.
Перівеїл (англ. Perivale) — станція Центральної лінії Лондонського метрополітену. Станція знаходиться у Перівеїл, Ілінг, Лондон, у 4-й тарифній зоні, на відгалуженні Раїсліп між метростанціями — Генгер-лейн та Грінфорд. В 2018 році пасажирообіг станції — 2.40 млн пасажирів.
- Конструкція станції: наземна відкрита з однією острівною прямою платформою.
- 30 червня 1947: відкриття станції

## Пересадки
На автобуси London Buses маршруту 297.

## Послуги
| Попередня станція | Лінія | Лінія                                                  | Лінія | Наступна станція |
| ----------------- | ----- | ------------------------------------------------------ | ----- | ---------------- |
| Генгер-лейн       |       | Лондонське метро Центральна лінія відгалуження Раїсліп |       | Грінфорд         |